# ヴァリアン・パスケ
ヴァリアン・パスケ（Varian Pasquet、1999年7月29日 - ）は、フランスのラグビー選手。

## プロフィール
- フランス出身[1]。
- ポジションはウィング(WTB)。
- 身長 192cm、体重 90kg

## 略歴
2021年、スタッド・フランセに加入。
2024年、2024パリ五輪の7人制フランス代表に選ばれて金メダル獲得。